# Чулюкин, Юрий Степанович
Ю́рий Степа́нович Чулю́кин (9 ноября 1929, Москва — 7 марта 1987, Мапуту) — советский киноактёр, кинорежиссёр, сценарист и автор текстов песен; народный артист РСФСР (1979), лауреат премии Ленинского комсомола (1979) и Государственной премии РСФСР имени Н. К. Крупской (1984).

## Биография
Родился 9 ноября 1929 года. Мать работала режиссёром в Большом театре. На протяжении всей жизни Чулюкина преследовали слухи, что его настоящим отцом был актёр Михаил Фёдорович Астангов, с которым он имел поразительное сходство. Вот как описывает ситуацию первая жена Чулюкина Наталья Кустинская:
«Говорили, что Юра — не сын Степана Чулюкина. Не знаю, но Юра был очень похож на знаменитого актёра Михаила Астангова, у которого моя свекровь училась в ГИТИСе. Однажды мы с Юрой зашли в магазин „Армения“ на Тверском бульваре и встретили Михаила Фёдоровича. Чулюкин замер и долго-долго на него смотрел. Одно лицо! Но Юра и свекровь со мной никогда не говорили на эту тему, она была закрыта…»
До 1950 года был учеником художника в Центральном детском театре, руководил художественной самодеятельностью на Московском заводе киноаппаратуры «МосКинАп». Затем поступил на режиссёрский факультет Всесоюзного государственного института кинематографии (мастерская Григория Александрова и Михаила Чиаурели), который окончил в 1956 году. По окончании института работал на телевидении, сняв около трёх десятков очерков. В 1956 году вступил в КПСС.
В 1958 году пришёл на «Мосфильм». Его первый полнометражный фильм — комедия «Неподдающиеся» (1959) — стал одним из лидеров кинопроката (9-е место). В год выхода его посмотрели 31,8 млн зрителей. Молодые актёры Надежда Румянцева, Алексей Кожевников, Юрий Никулин получили всенародное признание (Юрий Белов к тому времени уже был известен по ряду популярных комедий). За этот фильм режиссёр и исполнители главных ролей были отмечены призами на Всесоюзном кинофестивале (ВКФ).
Через два года вышла новая комедия Чулюкина с участием Надежды Румянцевой — «Девчата», где её партнёром по съёмкам стал Николай Рыбников. Картину ждал ещё больший успех: пятое место в прокате (34,8 миллионов зрителей) и нестареющая народная любовь. За неё Чулюкин удостоился почётных дипломов на международных кинофестивалях в Эдинбурге и в Каннах, а Румянцева — приза за лучшее исполнение женской роли на Международном кинофестивале в Мар-дель-Плата.
Комедия 1966 года «Королевская регата», где в главной роли режиссёр снял свою жену Наталью Кустинскую, уже не снискала былой популярности. Со временем он переключился на детское и военно-историческое кино, много работая в качестве автора сценариев, а также режиссёра и художественного руководителя. Участвовал в создании целого ряда фильмов в Северной Осетии на базе Северо-осетинского телевидения («Жизнь, ставшая легендой», «Костры на башнях», «Мужское самолюбие» и другие).
С 1982 года руководил режиссёрской мастерской во ВГИКе. Снялся в нескольких картинах в качестве актёра.
Юрий Чулюкин погиб в Мапуту (Мозамбик) 7 марта 1987 года, где участвовал в неделе советского кино. Обстоятельства гибели до сих пор неизвестны. По одной из версий, он по неосторожности упал в шахту гостиничного лифта. В передаче «Сегодня вечером» в марте 2014 года Инна Макарова, снимавшаяся у Чулюкина в фильме «Девчата», причиной смерти назвала убийство: «В гостинице у лифта он заступился за советскую актрису Ирину Шевчук (участницу недели советского кино, которая стала объектом приставаний африканцев). Думаю, из политических соображений расследования не было».
Похоронен в Москве на Кунцевском кладбище (10 участок).

## Личная жизнь
Первой женой (1957—1966) была актриса Наталья Кустинская. Детей у них не было, хотя, по словам актрисы, оба их очень ждали. Одно время она была беременной, однако потеряла ребёнка после того, как актриса Марианна Стриженова устроила ей сцену ревности — кто-то распустил слух, что Кустинская была любовницей её мужа Олега Стриженова. 
В последние годы был женат на актрисе Людмиле Чулюкиной (в девичестве Смирновой), снявшейся у него в нескольких фильмах.

## Награды и достижения
- 1960 — Главный приз ВКФ в Минске («Неподдающиеся»)
- 1962 — Почётный диплом на МКФ фильмов для молодёжи в Каннах («Девчата»)
- 1976 — Серебряная медаль имени А. П. Довженко («Родины солдат»)
- Заслуженный деятель искусств РСФСР (28.03.1974)
- народный артист РСФСР (21.12.1979)
- премия Ленинского комсомола (1979) — за художественные фильмы о молодёжи и на героико-патриотическую тему
- приз XII ВКФ в Ашхабаде (1979) — за фильм «Поговорим, брат»
- Государственная премия РСФСР имени Н. К. Крупской (1984) — за фильм «Не хочу быть взрослым» (1982)

## Фильмография
| 1955 | Дым в лесу (дипломный, короткометражный)    | зелёная ✓ |           |           | совместно с Евгением Кареловым                                           |
| 1959 | Неподдающиеся                               | зелёная ✓ |           |           |                                                                          |
| 1959 | Ребята с нашего двора (короткометражный)    |           | зелёная ✓ |           |                                                                          |
| 1961 | Девчата                                     | зелёная ✓ |           |           |                                                                          |
| 1962 | Деловые люди                                |           |           | зелёная ✓ | клерк Пибоди, служащий в маклерской конторе Додсона (в титрах не указан) |
| 1963 | И в шутку, и всерьёз                        | зелёная ✓ | зелёная ✓ |           |                                                                          |
| 1963 | Юнга со шхуны «Колумб»                      |           | зелёная ✓ |           |                                                                          |
| 1965 | Двое (короткометражный)                     |           | зелёная ✓ |           |                                                                          |
| 1966 | Королевская регата                          | зелёная ✓ |           |           |                                                                          |
| 1967 | Дубравка                                    |           | зелёная ✓ |           |                                                                          |
| 1967 | Возвращение Коста                           |           | зелёная ✓ |           | художественный руководитель                                              |
| 1968 | Костры на башнях                            | зелёная ✓ | зелёная ✓ |           | художественный руководитель                                              |
| 1968 | Интервью, которого не было (документальный) |           | зелёная ✓ |           |                                                                          |
| 1969 | Король манежа                               | зелёная ✓ | зелёная ✓ |           |                                                                          |
| 1969 | Жизнь, ставшая легендой                     | зелёная ✓ | зелёная ✓ |           |                                                                          |
| 1969 | На пути в Берлин                            |           | зелёная ✓ |           |                                                                          |
| 1973 | И на Тихом океане…                          | зелёная ✓ | зелёная ✓ |           |                                                                          |
| 1973 | Новоселье в будний день                     |           | зелёная ✓ |           |                                                                          |
| 1973 | Райские яблочки                             |           |           | зелёная ✓ | Тэо Браминус, министр                                                    |
| 1973 | Дорога (короткометражный)                   |           | зелёная ✓ |           |                                                                          |
| 1975 | Родины солдат                               | зелёная ✓ | зелёная ✓ |           |                                                                          |
| 1975 | Оглянись, найдёшь друзей                    |           | зелёная ✓ |           |                                                                          |
| 1977 | А у нас была тишина…                        |           |           | зелёная ✓ | Михаил Ильич, муж Анны                                                   |
| 1977 | Р. В. С.                                    |           | зелёная ✓ |           | художественный руководитель                                              |
| 1977 | Ах, любовь!..                               |           | зелёная ✓ |           |                                                                          |
| 1978 | Поговорим, брат…                            | зелёная ✓ | зелёная ✓ |           |                                                                          |
| 1978 | Мятежный «Орионъ»                           |           | зелёная ✓ |           |                                                                          |
| 1979 | Весенняя Олимпиада, или Начальник хора      | зелёная ✓ |           |           | совместно с Исааком Магитоном                                            |
| 1980 | Кольцо старого шейха                        |           | зелёная ✓ |           | художественный руководитель                                              |
| 1981 | Под свист пуль                              |           | зелёная ✓ |           | художественный руководитель                                              |
| 1982 | Не хочу быть взрослым                       | зелёная ✓ | зелёная ✓ |           |                                                                          |
| 1982 | Мужское самолюбие                           |           | зелёная ✓ |           | художественный руководитель                                              |
| 1983 | Комета                                      | зелёная ✓ | зелёная ✓ | зелёная ✓ | Гурий Семёнович, помощник режиссёра                                      |
| 1983 | Серебряный возраст                          |           | зелёная ✓ |           |                                                                          |
| 1983 | Дело за тобой!                              |           | зелёная ✓ |           |                                                                          |
| 1984 | Рыцари чёрного озера                        |           | зелёная ✓ |           | художественный руководитель                                              |
| 1986 | Как стать счастливым                        | зелёная ✓ | зелёная ✓ |           |                                                                          |
| 1986 | Микко из Тампере просит совета              | зелёная ✓ | зелёная ✓ |           |                                                                          |
| 1986 | Только ты                                   |           | зелёная ✓ |           |                                                                          |